# Giovanni III de Ventimiglia

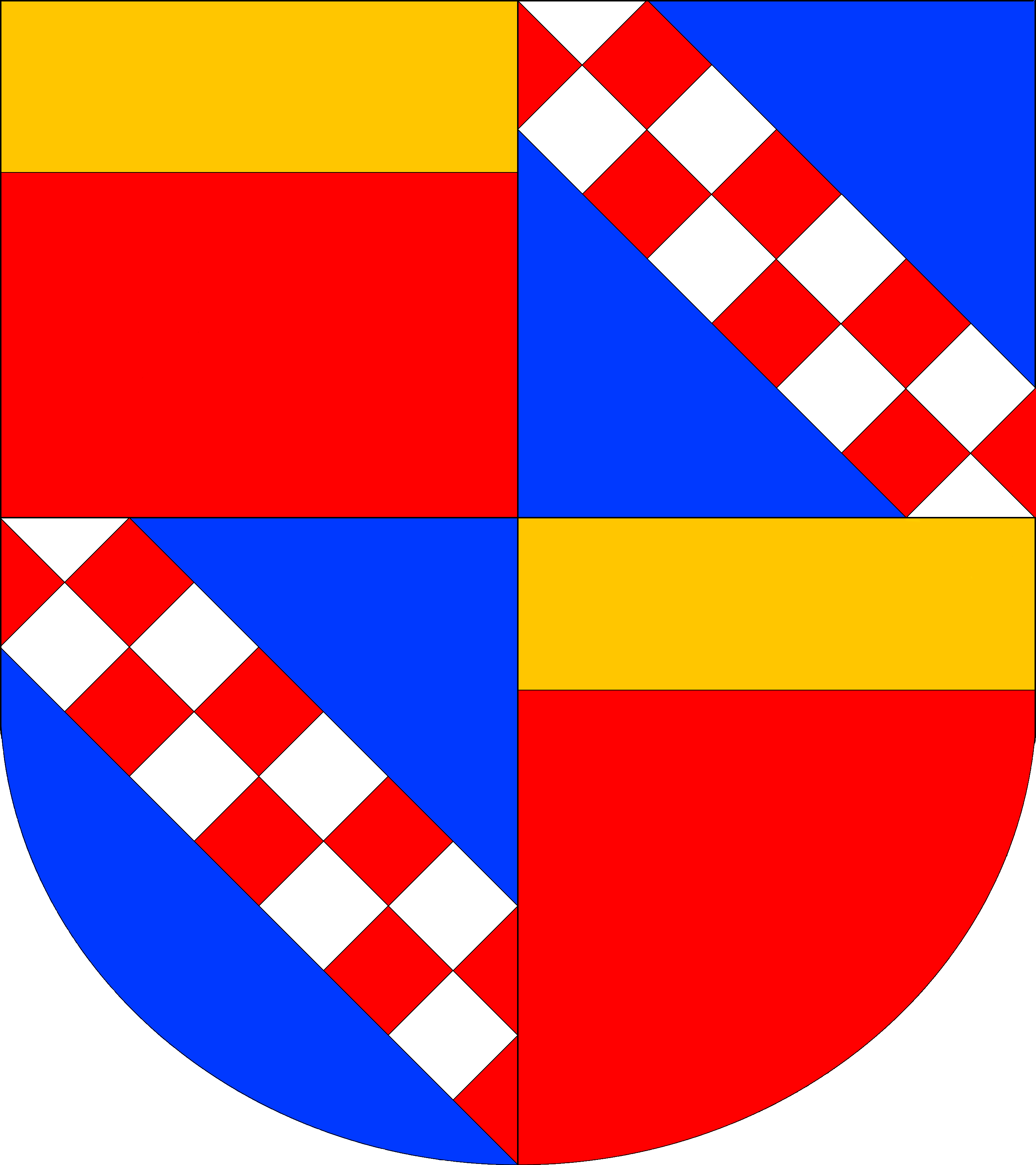
Escudo de armas del marqués de Irache: casa de Ventimiglia combinado con la casa de Altavilla, desde 1433.

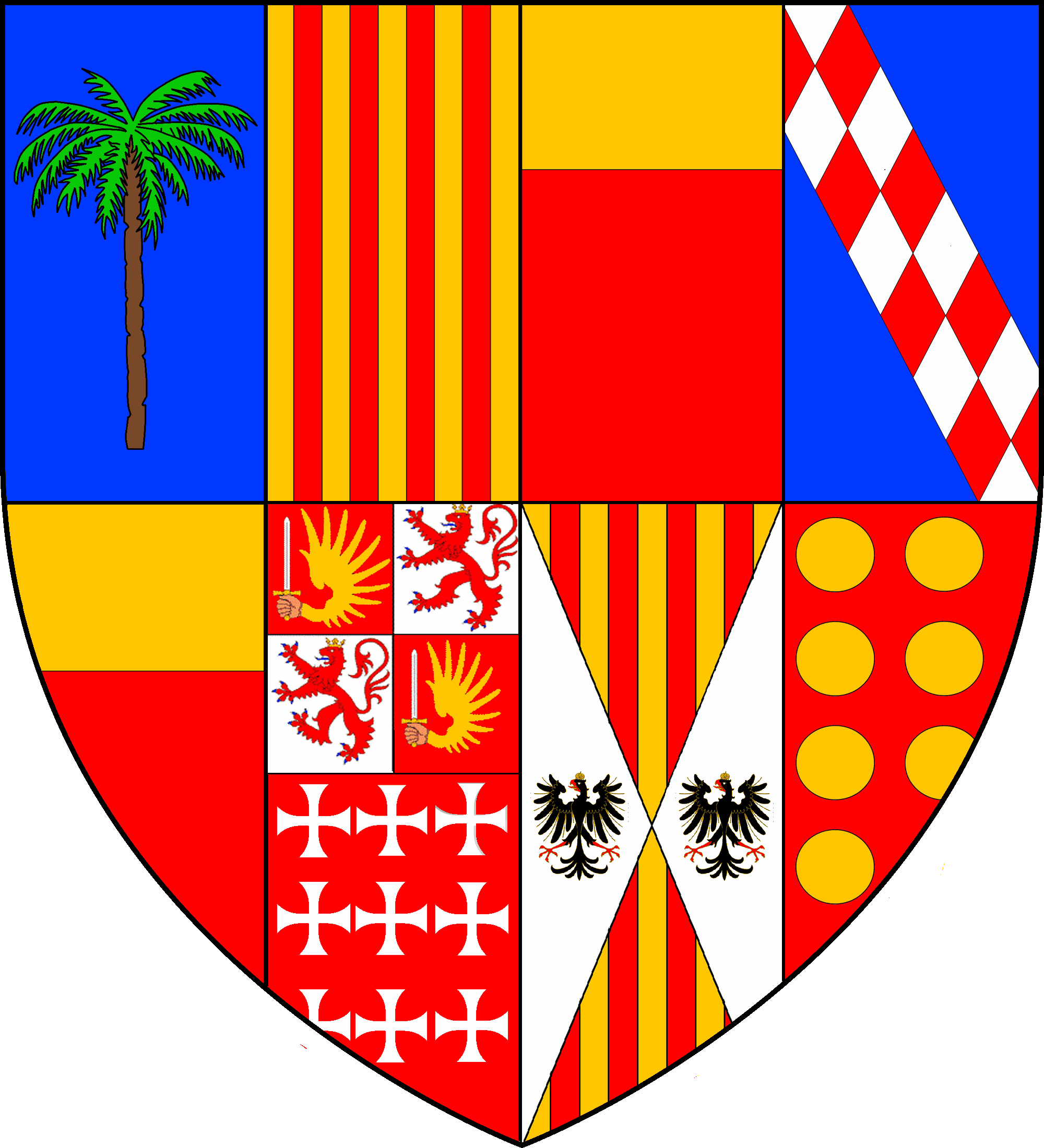
Casa de Aragón-Tagliavía, duques de Terranova.

Giovanni III de Ventimiglia Ventimiglia (*23 de noviembre de 1559, †12 de junio de 1619) fue hijo de Simone II de Ventimiglia y de Moncada, y de su esposa, María de Ventimiglia Alliata y LaGrua, señora de Sperlinga y Cimina.

## Títulos
- XXII conde de Geraci.
- VIII marqués de Irache (1561).[2]
- I príncipe de Castelbuono.[3][4][5]
- Barón de Pettineo.
- Señor de Castelluzzo, Tusa, Gangi, Sperlinga y de Ciminna.[6]
- Stratigoto[7] de Messina en 1588 y 1592.[8]
- Vicario general del virrey en Val di Noto y Val di Mazzara.
- XI Presidente del reino de Sicilia y capitán general (1595,[9] 1598 y 1606[10]).[11]

## Biografía
Giovani III nació solo 2 meses antes de la repentina muerte de su padre, Simone II de Ventimiglia, transcurriendo su infancia bajo la tutela de su madre María Ventimiglia, su tío Carlo de Ventimiglia y Carlo Tagliavía d’Aragona, padre de la que será su esposa Anna d'Aragona Tagliavia. Tomó la investidura del marquesado de Irache el 14 de diciembre de 1561.
Heredó la baronía de Sperlinga y Ciminna el 26 de marzo de 1586, procedentes de su madre, María de Ventimiglia Alliata y LaGrua, señora de ambos feudos.
En 1593, mientras el virrey don Enrique de Guzmán, conde de Olivares, estaba en Palermo ocupado con asuntos de la corona, aconteció en Messina una sublevación popular a causa de la implantación del impuesto sobre actividades económicas, establecido por aquel entonces por el rey don Felipe, y que consistía en una décima parte del importe total de la transacción: era el comúnmente llamado la décima. Aquel año había sido desastroso en el sector agrícola, así que la ciudadanía pretendió la supresión del mismo, como medida de gracia. El Senado intentó evitar la sublevación o, al menos, reconducirla de forma parlamentaria, pero se vio desbordado por la virulencia del tumulto. El conde-marqués, gracias a su habilidad política y buen hacer, consiguió paralizar la revuelta y llevar la cuestión por su cauce legal, el parlamento. El cabecilla de los alborotadores fue ajusticiado y expuesto en público, para escarmiento general.
En septiembre de 1594, la armada turca asoló Malta y fondeó frente a San Giovanni, Calabria. Cundió el terror por todo el reino de Sicilia, muy especialmente en Messina, en primera línea de fuego tras el más que previsible desembarco. Así, el virrey invistió al conde-marqués como Stratigoto de Messina, con la misión de defender a la ciudad y sus intereses de la amenaza turca. Con el ejército formado al efecto, se desplazó al valle di Demona, frente a la escuadra fondeada, dispuesto a planificar la defensa a ultranza. Y resultó efectiva, ya que tras varios intentos de desembarco con sus consiguientes escaramuzas los defensores lograron desbaratar los planes del turco, que al cabo de 4 días optó por levar anclas y regresar directamente a Constantinopla.
Tras la marcha del conde de Olivares en 1595, el conde-marqués fue nombrado presidente del reino, con orden dada en San Lorenzo de El Escorial el 29 de julio de 1595 por el rey de España.
En esa época y en la misma ciudad, Messina, fundó la Ordine dei Cavalieri della Stella, siempre dirigida por caballeros de gran renombre: el napolitano Federico Grisone el maestro de maestros, Antonio de Pluvinel (maestro de Luis XVIII), Salomón de la Brue y Prospero d’Osma entre otros.
En 1609 decidió unilateralmente casar a su hija bastarda Beatrice, de diez años de edad, con don Geronimo II del Carrettto, III conde de Racalmuto, persona de gran patrimonio. La familia del novio se opuso rotundamente a esa boda ineguale e contraria ad ogni logica divina ed umana. El marqués no solo no se alteró (per nulla turbato) sino que, ante la manifiesta oposición de la familia del novio, recurrió al papa para que autorizase expresamente dicho enlace a pesar de que el novio, huérfano y en ese momento sin tutor, solo contaba once años y medio. Los del Carretto protestaron ante el rey: Anche se è un matrimonio per ragione di stato, […] non pare giusto il sacrificio del condecito [sic]. Y precisaban: Questa famiglia ha sempre procurato di conservare l’antichità e purezza del linaggio e della discendenza, imparentandosi con le casate più importante del Regno. Pero Giovanni III consiguió que el papa pronunciase un veredicto acorde a sus planes: Si la malizia suple la edad, puede casarse el Conde. Sea como fuese, el matrimonio se llevó a cabo y Beatriz acabó siendo heredera de su padre, que murió sin más descendencia legítima. Y para saldar su deficiente pureza de nacimiento, conseguirá ser nombrada princesa en 1627, título que aplicará en 1628 a un feudo que bautizó con su apellido Ventimiglia y sobre el que obtuvo licentia populandi y, más adelante, el diritto di merum et mixtum inperium en (1633).
Las relaciones con la corona (el gobierno central, en su conjunto) pasaron por distintas fases, algunas de ellas no exentas de fricción, pero ni Felipe II ni su heredero al trono Felipe III tenían ningún interés en romper el delicado equilibrio de poder creado en la Isla. Entre estos momentos de mayor tensión están los parlamentos de 1612 y 1615, en los cuales el virrey Pedro de Alcántara Girón, duque de Osuna había ordenado la vigilancia de los barones, para evitar que estos pudiesen acumular demasiado poder de representación y fuese utilizado en forma contraria a los intereses de la corona.
El conde-marqués se convirtió en el portavoz del descontento de la aristocracia contra el virrey. El 4 de diciembre de 1615 dirige al rey un largo memorial en el que traslada el descontento del pueblo y la aristocracia de la Isla contra el virrey, aunque no acbó de convencer a los asesores de la corona, que temían un levantamiento del pueblo, impulsado por los barones locales, contra la monarquía. Pero ni el rey ni el Consejo local querían prescindir de Giovanni III, así que en un ejercicio de hábil diplomacia, al mismo tiempo que se aprobó sin condiciones la labor del virrey, se mostraron igualmente agradecidos al conde-marqués. En dicho memorial, se demostró que el conde-marqués había servido durante 42 años a la corona, no solo sin ningún tipo de beneficio personal, sino con importantes gastos a costa de su patrimonio personal.
En fecha 19 de septiembre de 1618 donó un relicario de plata de Santa Rusulia, actualmente ubicado en la iglesia de San Estéfano Quisquina.
Murió el 12 de junio de 1619, en Castelbuono, de un ataque de fiebre terciaria (igual que su padre) y sin sucesión masculina, por lo que fue heredado por su tío, Giuseppe, que murió también en pocos meses tras su titulación, y fue heredado por su hijo Francesco. Giovanni III está enterrado en Castelbuono, en la capilla de San Antonio di Padova, más conocida como Mausoleo de los Ventimiglia.

## Arte y cultura: Mecenazgo
Transcurrió largos periodos de su vida en Castelbuono, la ciudad que en los designios de su padre y abuelo debería ser la capital del estado, realizando importantes tareas de restructuración del castillo, con particular atención a los jardines. Dotó de un nuevo plan urbanístico al centro habitado de la ciudad, pavimentó calles y habilitó fuentes y abrebaderos en los parques públicos.
Además de sus facultades militares y administrativas, el conde-marqués favoreció la cultura con el mecenazgo de artes y letras, siguiendo el camino emprendido por sus antepasados. Patrocinó al teatro y las labores de edición de literatos. Donato Lombardo, el bitontino, le dedico su obra poética, impresa en 1589 y 1590.
En 1613 Francesco Maurolico jr. le dedicó la biografía que realizó sobre su padre.
Favoreció a Messina en su controversia con Catania y a favor de su propia universidad, cuyas puertas se abrieron a la docencia en 1596.
Mecenas del literato y poeta Torquato Tasso, al que nunca llegó a tratar directamente: el intermediario de su relación fue un religioso olivetano, Nicolò degli Oddi. El conde-marqués ejerció dicho mecenazgo varias veces, esperando que en la Gerusalemme conquistata el poeta celebrase la descendencia normanda de los Ventimiglia. Tasso, agradecido, dedicó un poema entero sobre Tancredo el normando. Igualmente, en la obra Torquato Tasso: Studi Biografici-critici-bibliografici, Jacopo Ferrazzi, Pag 385, figura Canzone di Torcuato Tasso a Giovanni III di Ventimiglia marchese di Hierace.
También el literato Paolo Beni dedicó en 1607 al conde-marqués su obra Comparazione d'Omero Virgilio e Torquato.
Fue el fundador en Messina el 7 de diciembre de 1595 de la orden de los caballeros de la estrella, Ordine dei cavalieri della stella. Mecenas también del literato, poeta y miembro de la orden religiosa de San Benedetto, Niccolò degli Oddi, entre cuyas obras le dedicó Le sette merauiglie della santita di Sisto quinto nostro signore. Canzone di don Nicolo degli Oddi monaco oliuetano. Roma, Vincenzo Accolti, 1589.
Facilitó el establecimiento en su estado de los capuchinos, dominicos y agustinos. El 15 de febrero de 1608, con privilegio dado en Cimina y posteriormente confirmado y ampliado en castelbono el 19 de febrero de 1614, Giovanni III concedió a los monjes Agustinos Reformados la Iglesia y el Convento de Santa María de Liccia, en Castelbuono. El 10 de octubre de 1638, en Castelbuono y casia la segunda hora de la noche, el notario Francesco Prestigiovanni recoge en acta que la “aventura” de Liccia ha terminado y que el marqués Francesco III, sucesor de Giovanni, finalmente convencido de la presencia del diablo y de otros seres malévolos en aquella construcción de Liccia ( atestado el 12 de julio de 1632 con decreto apostólico de trasferencia de la comunidad), concedió a los monjes Agustinos poder cambiar de sede dentro de Castelbuono y así continuar su meritoria obra de “instrucción” de los ciudadanos, con la obligación de decir misa en Liccia, así como mantener en buen estado la iglesia y el convento.
En julio de cada año se sigue celebrando en Castelbuono la fiesta de Santa Anna, una manifestación histórico-artística que conmemora el regreso de la reliquia (el cráneo de santa Anna) al principado. El festival es una verdadera recreación del pasado, concretamente 1615, año en el que el conde-marqués encontró la reliquia que había sido previamente robada en 1603 y la devolvió al pueblo, acompañado en procesión por los más notables del reino. Según la tradición, durante estos 12 años la reliquia tuvo un azaroso recorrido por distintas localidades de la Isla.
Antonio Mogavero Fina, en sus obras I Ventimiglia: teatro e poesia alla corte e nel principato, (Editor La Via, Palermo 1964) y Castelbuono, sintesi storico artística, (Editor le Madonie, Castelbuono 2002) relata las actividades culturales de los Ventimiglia.

## Matrimonio y descendencia
Casó el 8 de febrero de 1574 con Anna Tagliavía y de Ventimiglia, también conocida como Anna de Aragón, hija de Carlo Tagliavía, tutor de Giovanni III de Ventimiglia y I príncipe de Castelvetrano, I duque de Terranova (1561) y de su esposa Anna Brígida Margherita de Ventimiglia, hija de Simone I de Ventimiglia Folch de Cardona, V marqués de Irache, e Isabel de Montcada. Murió en septiembre de 1581 habiendo testado un mes antes, el 28 de agosto de 1581 ante el notario Pietro Paolo Abruzzo. La muerte de su esposa obligó al conde-marqués a asumir nuevas deudas para pagar la devolución de la dote. Tuvieron descendencia:
- Simone, muerto infante.
- Anna (*1588). En 1604 pasó a ser sor Anna María en el monasterio de san Francesco delle Stimmate.

Casó en segundas nupcias en 1591 con doña Dorotea Branciforte Barresi (ó Barresse) († posterior a junio de 1619), hija de Fabrizio Branciforte, II príncipe de Butera y de su esposa Caterina Barresi, marquesa hereditaria de Militello. Sin descendencia.
Fuera de matrimonio:
- Beatrice Ventimiglia(*Messina 1598, †1656), heredera de Ciminna, I princesa de Ventimiglia.[36] Casó el 29/06/1610 en Monreale con Girólamo II del Carretto (*1597, +1 de mayo de 1622),[37] III conde de Racalmuto, barone di Siculiana y barone di Calatabiano, con sucesión:
  - Dorotea del Caretto Ventimiglia, fue cuarta esposa de Francesco III de Ventimiglia, X marqués de Irache, que sigue.[38]
  - Giovanni V del Caretto Ventimiglia, IV conde de Racalmuto, barón de Calatabiano y Siculiana (+ ajusticiado en Palermo en 1649), casó con María Branciforte y Branciforte, hija de Niccolo Placido Branciforte, I príncipe de Leonforte, y de su esposa Caterina Branciforte.
- Carlo, caballero de Malta, erigido como cabecilla en una rebelión popular, fue detenido y ajusticiado por desmembramiento.[39]

## Cambios territoriales en el feudo
- Vendió lo jus luendi (el derecho de recompra o rescate) de Macellaro por la suma de 2400 onzas a Niccolò Ferreri en 1566.
- Vendió el feudo de Bonanotte, Cirritelli, Palminteri, Colombo, Cirrito, Mallia, Sademi, e Tiberi con la baronía de Castelluzzo a Giovan Battista Covello en el año 1568.
- Vendió por 3323,18 onzas a Paolo Ferreri el feudo de Pollina, con las dependencias de Guglieminotta, Vicaretto, Ogliastro, Pamminello, Zurrica y San Giorgio.[40]
- Vendió el feudo de San Mauro por la suma de 2100 onzas a Paolo Ferreri el 23 de junio de 1572.[41]
- Vendió el feudo de Cannata y Valle Cuba a Ingastone Spinola en el año 1574.[42]
- Vendió el feudo de San Giacomo y Lo Pozzo a Antonio Nicosta en el año 1578.
- Vendió el estado de Sperlinga a Giovanni Natoli el 29 de agosto de 1597 por 30.834 escudos de oro, tal y como registra la escritura de esa misma fecha del notario Cataldo Cangliamila de Messina.[43]

## Línea de sucesión en elmarquesado de Irache
| Predecesor: Simone II de Ventimiglia Montcada | Casa de Ventimiglia 1559-1619 | Sucesor: Giuseppe I de Ventimiglia |